# تری‌یدید آرسنیک
تری‌یدید آرسنیک (به انگلیسی: Arsenic triiodide) با فرمول شیمیایی AsI۳ یک ترکیب شیمیایی با شناسه پاب‌کم ۲۴۵۷۵ است. که جرم مولی آن 455.635 g/mol می‌باشد. شکل ظاهری این ترکیب، بلورهای جامد نارنجی-قرمز است.